# Kanada
Kanada (engelska och franska: Canada) är ett land i Nordamerika. Kanada är med en areal om 9,985 miljoner kvadratkilometer världens näst största land till ytan, efter Ryssland. Med en folkmängd på omkring 37 miljoner är det ett av världens mest glesbefolkade länder.
Kanada gränsar till Stilla havet i väster och till Atlanten i öster och har landgräns mot USA i väster och söder. I nordöst går havsgränsen till Grönland med endast några mils avstånd mellan landmassorna på det närmaste stället. I öster har Kanada en havsgräns mot den mindre franska ögruppen Saint-Pierre och Miquelon. Norra Kanada sträcker sig nästan ända upp till Nordpolen och utgör en del av Arktis. 
Kanada bestod ursprungligen av franska och brittiska kolonier. Kanada är en förbundsstat som består av tio provinser och tre territorier. Genom British North America Act 1867 blev Kanada en självstyrande dominion inom det brittiska imperiet och är, om än formellt självständigt från Storbritannien, fortfarande ett samväldesrike. I huvudstaden Ottawa i Ontario finns Kanadas parlament. Kanadas generalguvernör, som är monarkens ställföreträdare i landet, premiärministern och oppositionsledaren har alla ett residens i Ottawa. Landet tillhör de stater som grundade Förenta nationerna (FN), Brittiska samväldet och Organisation internationale de la Francophonie samt kallar sig ett tvåspråkigt och mångkulturellt land.
Majoritetsspråket är engelska, som är det dominerande språket i Ontario, Newfoundland och Labrador, Nova Scotia, Prince Edward Island, Saskatchewan, Alberta, British Columbia, Manitoba, Yukon och Northwest Territories. Franska är det dominerande språket i Québec men talas även i New Brunswick, Ontario, Nova Scotia, Prince Edward Island och Manitoba. I New Brunswick, som är tvåspråkigt på provinsnivå, är ungefär 33 procent av befolkningen fransktalande. Även i Ontario finns en stor fransktalande minoritet (fler än 500 000 personer), och även om provinsen inte officiellt är tvåspråkig så har den fransktalande minoriteten omfattande rättigheter till skydd för sitt språk. I Nunavut i norr är inuktitut det mest talade språket, och där har inuktitut också status som officiellt språk.
Kanada är ett industrialiserat och högteknologiskt land med stora naturresurser och hög levnadsstandard. Med sin rikliga tillgång på fossila bränslen, kärnenergi och vattenkraft är Kanada en nettoexportör av energi. Landets diversifierade ekonomi är starkt beroende av naturtillgångarna och handeln med i första hand USA, ett grannland man haft en lång och komplicerad relation till. 
Motorfordon från Kanada bär nationalitetsbeteckningen CDN.

## Historia
Enligt traditionerna hos Kanadas ursprungsbefolkning har människan bott i det som idag är Kanada sedan tidernas begynnelse. Enligt arkeologiska vittnesbörd har Kanada varit bebott i åtminstone 10 000 år. Omkring år 1000 gjorde vikingar (bland andra Leif Eriksson) ett antal resor över Atlanten till Kanada och vid L'Anse aux Meadows finns fortfarande spår efter en bosättning.
De första brittiska anspråken i Nordamerika härstammar från 1497 då John Cabot nådde vad han kallade ”Newfoundland”. Det är idag oklart om det land han fann motsvaras av dagens Newfoundland och Labrador, Nova Scotia eller Maine. Franska anspråk härstammar från upptäcktsresorna gjorda av Jacques Cartier fram till 1534 och Samuel de Champlain från 1603. Varken Cabots eller Cartiers ansatser ledde till några permanenta bosättningar.
År 1604 blev några franska bosättare de första européerna som permanent slog sig ned i Kanada. Efter motgångar den första vintern på Saint Croixön slog de sig ned i Port-Royal (dagens Annapolis Valley) i Nova Scotia, men övergav även denna bosättning 1608 för att istället grunda det som skulle komma att bli staden Québec. De ättlingar till tidiga bosättare som idag lever i Akadien härstammar från en senare generation bosättare. Fransmännen kallade sina kolonier i Nordamerika, förutom dagens Kanada även Louisiana i USA, för Nya Frankrike. 
Brittiska kolonier i Nordamerika etablerades längs med USA:s östkust och kring Hudson Bay i norra Kanada. De franska och brittiska kolonierna växte och mellan 1689 och 1763 pågick en kamp mellan länderna om kontrollen över Nordamerika, en kamp som intensifierades av krigen i Europa mellan de båda stormakterna. Frankrike förlorade steg för steg sina territorier till britterna: först Nova Scotia genom fördraget i Utrecht 1713 och sedan återstoden av sina nordamerikanska besittningar genom fördraget i Paris 1763.
Under och efter amerikanska revolutionen flydde uppskattningsvis 70 000 lojalister från de segrande amerikanska delstaterna. Omkring 50 000 av dessa slog sig ned i Brittiska Nordamerika som då bestod av Newfoundland, Nova Scotia, provinsen Québec och Prince Edward Island (grundad 1769). 1784 skapade man den nya kolonin New Brunswick för att ge plats åt lojalisterna. Genom Constitutional Act of 1791 delade Storbritannien upp provinsen Québec i Övre Kanada och Nedre Kanada.
USA inledde 1812 års krig genom att attackera brittiska trupper i Kanada, i ett försök att göra slut på det brittiska inflytandet i Nordamerika, och i synnerhet de brittiska attackerna mot handelsfartyg på Atlanten. I slaget vid York i april 1813 brände amerikanska trupper dagens Toronto. Brittisk-kanadensiska trupper hämnades genom att bränna ned huvudstaden Washington efter ett överraskningsanfall i augusti följande år, men pressades sedan tillbaka vid slagen vid Pittsburgh, Baltimore och New Orleans. Kriget slutade med fördraget i Ghent i december 1814. Först sedan Frankrike förlorat de krig Napoleon ledde började massinvandringen till Kanada ta fart igen.
Genom Act of Union 1840 slogs Övre och Nedre Kanada ihop till en provins, vilket Storbritannien hoppades skulle assimilera den franska befolkningen. Sedan britterna kommit överens med USA om gränsdragningen längs med den 49:e breddgraden (Oregonfördraget) grundade Storbritannien kolonierna British Columbia 1848 och Vancouverön följande år. Kanadas östra och västra delar var då ännu delat av Rupert's Land som kontrollerades av Hudson's Bay Company. I slutet av 1850-talet inledde politikerna i Kanada en serie expeditioner avsedda att ta kontroll över detta stora område.
Åren 1864 och 1866 höll brittiska politiker i Nordamerika, med John A. MacDonald i täten, tre konferenser för att skapa en federal union. Den 1 juli 1867 beviljade det brittiska parlamentet tre av sina kolonier – Kanada, Nova Scotia och New Brunswick – en egen författning, British North America Act, och därmed bildades den kanadensiska konfederationen. Inom kort hade de återstående provinserna och territorierna gått med i konfederationen. 1880 hade Kanada fått sina nuvarande gränser, så när som på dominionen Newfoundland som gick med 1949. Alberta och Saskatchewan fick dock status som provinser först 1905.
År 1919 blev Kanada medlem i Nationernas förbund och genom Balfourdeklarationen 1926 på den brittiska Imperiekonferensen fick Kanada till slut rätten att driva sin egen utrikespolitik för att följande år skicka sin första ambassadör till USA. Genom Westminsterstatuten (1931) fick Belfourdeklarationen laga kraft och sedan dess kan inte det brittiska parlamentet stifta lagar med jurisdiktion i Kanada utan landets samtycke. Kanadensiskt medborgarskap infördes 1947 och sedan 1949 kan man i Kanada inte längre överklaga ärenden till det brittiska kronrådet. Rätten att ändra Kanadas författning låg hos det brittiska parlamentet ända till dess Canada Act 1982 till slut överförde även den rätten till Kanada.
Quebecs självständighetsrörelse har drivit igenom två folkomröstningar (1980 och 1995) om självständighet eller autonomi för provinsen, men utan att lyckas vinna tillräckligt stöd. 1997 beslutade Kanadas högsta domstol att ensidigt utträde inte var författningsenligt.

## Geografi
Kanada gränsar i söder mot USA längs med 49:e breddgraden, Stora sjöarna och Saint Lawrencedalen. I väst gränsar Kanada mot USA:s 49:e delstat, exklaven Alaska, längs med 141:a längdgraden, Alexanderarkipelagen och Kustbergen. Atlantprovinserna i öster har sjögränser mot Grönland längs med Davis sund och Labradorhavet samt mot den franska besittningen Saint-Pierre-et-Miquelon.
Kanada gränsar mot tre hav: Atlanten, Norra ishavet och Stilla havet (därav mottot A Mari Usque Ad Mare, ’från hav till hav’). Sedan 1925 gör Kanada anspråk på Arktis upp till Nordpolen från 60 till 141 grader västlig längd – ett anspråk som inte är allmänt erkänt. Den nordligaste bebyggelsen i Kanada – och i världen – är Canadian Forces Station Alert vid 82,5 grader nordlig bredd på Ellesmereön, 834 kilometer från Nordpolen.
Den magnetiska nordpolen ligger på kanadensiskt territorium, även om den långsamt förflyttar sig mot Sibirien.

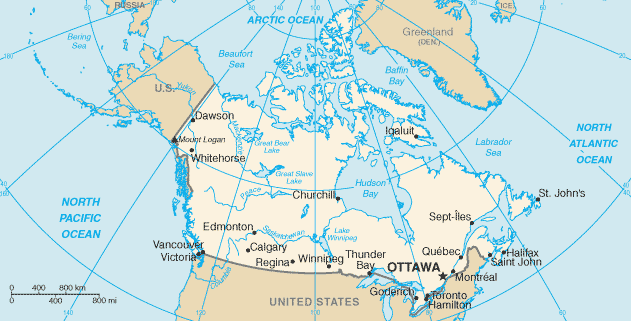
Kanada utgör norra delen av Nordamerika och upptar 41 procent av kontinentens yta.

Kanada är världens näst största land efter Ryssland – 22 gånger större än Sverige. En betydande del av detta territorium ligger dock norr om trädgränsen och vad gäller odlingsbar mark är landet "bara" det fjärde i världen (efter Ryssland, Kina och USA). Av samma anledning är Kanada med sina 32 miljoner invånare ett av världens mest glesbefolkade länder med bara 3,5 invånare per kvadratkilometer. Kanada är något större än USA, men har bara omkring tio procent av dess folkmängd.

### Topografi och hydrografi
Kanada mest tätbefolkade område är Québec–Windsor-korridoren längs med Saint Lawrencefloden och Ontariosjön i sydöstra Kanada. Större delen av Kanada norr om detta område upptas av Kanadensiska skölden, världens äldsta berg som sträcker sig runt Hudson Bay – från Stora Björnsjön i Nordvästterritorierna väster och bortom Labradorhalvön i öster. Den mineralrika skölden skrapades ren från den mesta jorden under den senaste istiden och dess många veck rymmer 60 procent av alla världens sjöar och många stora floder. Kanada har världens största sötvattensförråd; bara i Ontario finns över en miljon insjöar.
Newfoundland, Nordamerikas östligaste ö (förutom Grönland), ligger utanför Saint Lawrenceviken som är världens största estuarium. Mellan New Brunswick och Nova Scotia ligger Fundybukten med världens högsta tidvatten. Precis norr därom ligger landets minsta provins, Prince Edward Island.

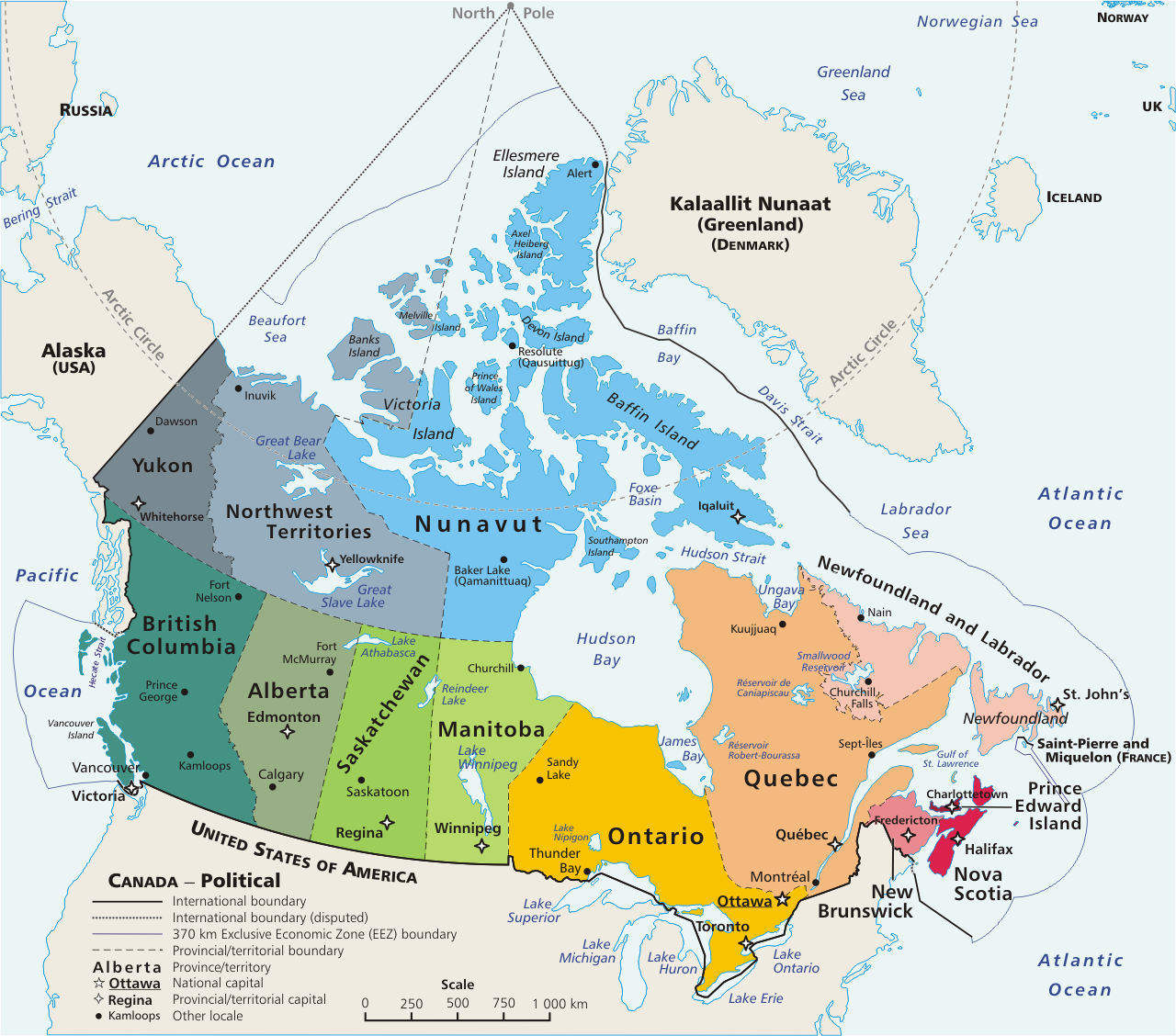
Kanadas provinser

Väster om Ontario breder den kanadensiska prärien ut sig mot Klippiga bergen som avskiljer British Columbia från övriga landet. I norr övergår vegetationen från barrskog (tajga) och trädlös terräng (tundra) till det utpräglade polarklimatet bland Kanadas arktiska öar längst i norr – några av dem hör till de största öarna i världen. I sydöstra Kanada finns blandad lövskog som ek, valnöt och hickory. Kanadas karaktärsträd är sockerlönnen som ger lönnsirap (dess löv är nationalsymbol). 
Landets högsta topp är Mount Logan (5 951 m).

### Klimat
I norr kan vintertemperaturen sjunka till minus 50 celsiusgrader, men i kustregionerna, i synnerhet British Columbia, är vintrarna betydligt mildare. Sommartid ligger medeltemperaturen på omkring tjugo celsiusgrader i de östra och västra kustregionerna och omkring trettio i de centrala delarna.

### Naturskydd
Kanadas nationalparker är en del av ett omfattande skyddssystem som syftar till att bevara landets natur- och kulturarv. Systemet, administrerat av Parks Canada, består av över 40 nationalparker och marina skyddsområden som representerar olika ekologiska regioner.
Den första nationalparken, Banff, grundades 1885, vilket gör Kanada till ett av de första länderna i världen med ett nationalparkssystem. Parkerna varierar i storlek, från den lilla Saint Lawrence Islands nationalpark på mindre än 9 km² till den enorma Wood Buffalo nationalpark på cirka 45 000 km².
Nationalparkerna har två huvudsyften: att skydda ekosystemens ekologiska integritet och att erbjuda människor möjlighet att uppleva och lära sig om Kanadas natur. Sedan 1988 har ekologisk integritet varit prioriterad i parkernas förvaltning, vilket innebär att skyddet av ekosystemen går före rekreation och andra aktiviteter.
Utöver nationalparkerna finns även National Park Reserves, områden som planeras bli parker men där ägandefrågor ännu inte är lösta, samt två marina skyddsområden som fokuserar på att bevara marina miljöer.

## Styre och politik

### Författning och styre

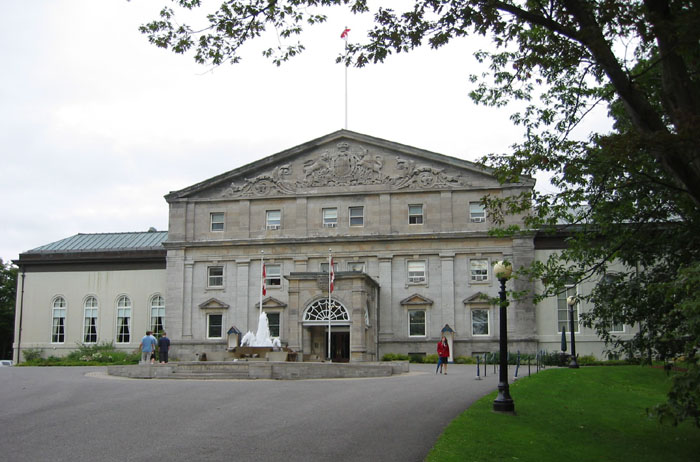
Rideau Hall är generalguvernörens residens i huvudstaden.

Kanada är en förbundsstat och konstitutionell monarki (samväldesrike). Kanadas statschef är alltid samma person som är Storbritanniens monark, sedan 2022 kung Charles III. Formellt utser monarken Kanadas generalguvernör, som är monarkens personliga representant i Kanada, på inrådan av Kanadas premiärminister. Generalguvernören utför löpande statschefsuppgifter som att ta emot utländska dignitärer, underteckna officiella statshandlingar, formellt upplösa parlamentet inför val och så vidare. Generalguvernören är vanligen en opolitisk reträttpost som i allmänhet innehas av en pensionerad kanadensisk politiker eller någon annan framstående kanadensare. Generalguvernören är formellt även högste befälhavare över landets väpnade styrkor.
Kanadas författning utgör landets konstitutionella ramverk och består både av en textsamling och oskrivna traditioner och konventioner som härrör från Storbritannien (se Westminstermodellen). I november 1981 träffades provinsernas regeringschefer för att anta en ny författning. Québec vägrade dock underteckna avtalet vilket försatte landet i en konstitutionell kris som fortfarande inte fått en formell lösning.
Kanadas premiärminister utses formellt av generalguvernören, men posten innehas alltid av den partiledare som kan uppbåda en majoritet i parlamentets underhus. Det är premiärministern som har den verkliga makten. Regeringen brukar bestå av partiföreträdare från parlamentets båda kamrar, även om flertalet kommer från Underhuset. Regeringsledamöterna svärs in i kronrådet (Privy Council of Canada). Premiärministern kan också utse ledande ämbetsmän.
Den lagstiftande församlingen består av två kamrar: det valbara underhuset och senaten vars ledamöter utnämns. Varje ledamot av underhuset väljs genom enkel majoritet i enmansvalkretsar (kallade "ridings"). Allmänna val utlyses av generalguvernören på anmodan av premiärministern och måste hållas åtminstone vart femte år. Medlemmarna i senaten väljs av premiärministern på regional basis och tillsätts formellt av generalguvernören. De är ledamöter tills de blir 75 år gamla.

#### Valsystem
Valsystemet till det kanadensiska parlamentet är enligt principen för enmansvalkretsar och enkel (relativ) majoritet, även kallat "first past the post".

### Administrativ indelning
Kanada består av tio provinser och tre territorier, där de förra har en högre grad av autonomi än de senare som finns i landets glesbefolkade norra delar. Både provinserna och territorierna har egna enkammarparlament och egna provinsiella flaggor och symboler.
Bland vissa grupper i Kanada och på Turks och Caicosöarna, en brittisk koloni i Karibien, eftersträvar man att ögruppen ska upptas i den kanadensiska federationen.

#### Provinserna
Det kanadensiska välfärdsprogrammet ankommer på provinserna. Kostnaderna för sjukvård, utbildning och så vidare överstiger den federala budgeten – ett unikt förhållande. Den federala regeringen kan utfärda direktiv som provinserna har rätt att reglera bort, något som dock sällan sker i praktiken. En skatteutjämningspolitik kanaliserar federala medel från de rikare provinserna – Ontario och Alberta – till de fattigare. Programmet omfattar omkring tio miljarder kanadensiska dollar varav sju miljarder går till Québec.
I varje provins finns en lagstiftande församling liknande det federala underhuset som leds av en provinsiell premiärminister som väljs på samma vis som sin nationella motsvarighet. I provinserna representeras den brittiske monarken av en viceguvernör som liksom generalguvernören tillsätts efter rekommendationer från Kanadas premiärminister, även om denne på senare tid i allt högre grad först konsulterat provinsregeringarna.
I de flesta provinser finns motsvarigheter till de tre stora nationella partierna, fastän de provinsiella partierna inte alltid är formellt knutna till sina nationella moderpartier. I några provinser finns partier med rent regionala program, som Saskatchewan Party. Det politiska klimatet i Québec skiljer sig från de övriga provinserna: politiskt domineras politiken i Québec av polariseringen mellan separatisterna, Parti Québécois, och federalisterna, Parti libéral du Québec.

#### Territorierna
Territoriernas politiska rättigheter finns inte inskrivna i författningen och dessa är därför mindre omfattande än provinsernas. Territorierna bildades på initiativ av den federala regeringen och istället för en viceguvernör som lyder direkt under den brittiske monarken, tillsätter den federala regeringen en kommissarie som sin lokale representant. Med undantag för Yukon, som har ett system liknande det i provinserna, representerar ledamöterna i territoriernas enkammarparlament inte politiska partier utan fattar beslut genom konsensus. Premiärministern väljs av parlamentsledamöterna.

### Politik

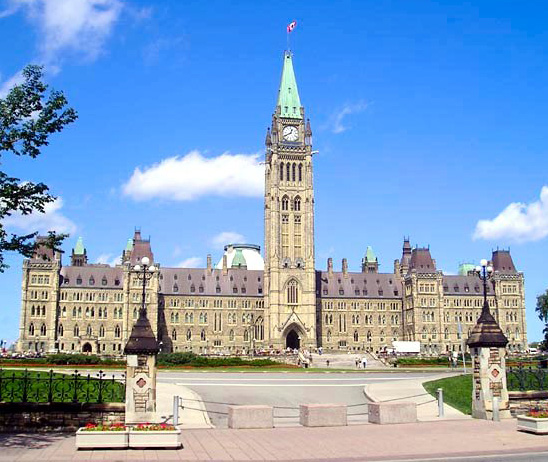
Parliament Hill är mötesplats för Kanadas parlament i huvudstaden Ottawa.

Kanada har fyra stora partier. Det parti som oftast varit i regeringsställning är det socialliberala Kanadas liberala parti (Liberal Party of Canada, Parti libéral du Canada), som styrde landet från 1993 till 2006 under premiärministrarna Jean Chrétien och Paul Martin. Det enda övriga parti som hade bildat regering fram till dess var det nu upplösta mittenhögerpartiet Kanadas progressiva konservativa parti (Progressive Conservative Party of Canada, Parti progressiste-conservateur du Canada) och dess konservativa föregångare som dominerade den politiska scenen under 1800-talet.
I december 2003 gick de progressiva-konservativa samman med Canadian Alliance/Alliance canadienne och bildade Kanadas konservativa parti (Conservative Party of Canada, Parti conservateur du Canada). I februari 2006 bildade detta parti en minoritetsregering under premiärminister Stephen Harper.
Det största vänsterpartiet är Nya demokratiska partiet (New Democratic Party of Canada, Nouveau Parti démocratique). Bloc Québécois arbetar för Québecs självständighet och har de flesta av provinsens platser i underhuset. Det finns många mindre partier i Kanada utan representation i parlamentet. Det största bland dessa är Kanadas gröna parti (Green Party of Canada, Parti vert du Canada).
Efter nio år av konservativt styre segrade Liberala partiet vid 2015 års kanadensiska parlamentsval. Vid valen, hållna 19 oktober, gick partiet starkt framåt och erövrade 184 av de totalt 338 platserna i Kanadas underhus. Partiledaren Justin Trudeau, son till den långvarige liberale premiärministern Pierre Trudeau, tillträdde därefter som ny kanadensisk premiärminister. Vid valen gavs provinsen Québec extra stort intresse, inte minst genom det faktum att Trudeau, NPD:s partiledare Tom Mulcair och BQ:s dito Gilles Duceppe ställde upp som parlamentskandidater i angränsande valkretsar på den östra delen av Montréal-ön.
Premiärminister Justin Trudeaus parti Liberalerna blev störst även i parlamentsvalen 2019 och 2021, varefter partiet fortsatte att styra, men nu som minoritetsregering.

### Rättsväsen
Rättsväsendet i Kanada har stor betydelse för uttolkning av lagarna och har också makten att upplösa lagar som strider mot författningen. Regeringen tillsätter alla domare på federal nivå och domare till högre instanser på provinsiell och territoriell nivå. Domarna i Kanadas högsta domstol (Supreme Court of Canada/Cour suprême du Canada), landets högsta juridiska instans, tillsätts direkt av regeringen medan domare i högsta domstolen och appellationsdomstolen väljs och tillsätts av regeringen efter konsultation med fristående tjänstemän. Domarna på lägre provinsiell och territoriell nivå tillsätts av provinsernas och territoriernas respektive regeringar. 
Engelsk rättstradition, så kallad common law, praktiseras i alla provinser i Kanada utom i Québec där Civil law dominerar. Kanadas motsvarighet till Brottsbalken är ett federalt ansvarsområde och appliceras enhetligt över hela landet.

#### Polis

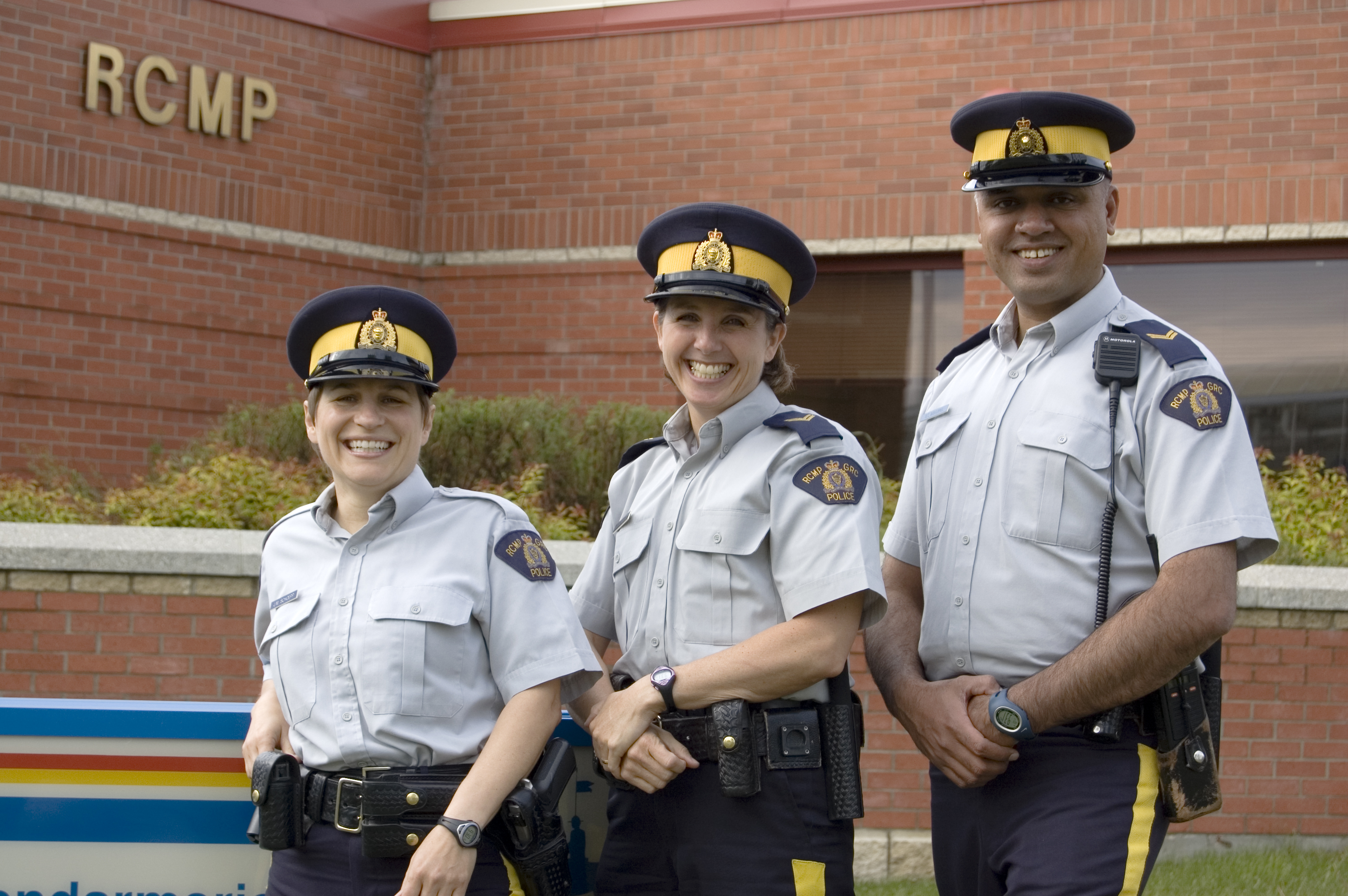
Poliser från Kanadas ridande polis i ordinarie arbetsuniform.

Upprätthållandet av lagen är ett provinsiellt ansvar, men de flesta provinser har delegerat polisiära uppgifter till Kanadas ridande polis (engelska: Royal Canadian Mounted Police, RCMP, franska: Gendarmerie royale du Canada, GRC), som är något av en nationalsymbol.
Polisen i Kanada är i princip organiserad på tre nivåer: federal polis, provinspolis och lokal polis. Då den kungliga ridande polisen genom avtal övertagit ansvaret för såväl provinspolis som lokal polis i stora delar av landet, har Kanada en ovanligt enhetlig polisorganisation för en förbundsstat. Det är bara i Ontario och Québec som det finns ett fullt utbyggt system med provinspolis och lokala poliskårer.

### Internationella relationer

#### Storbritannien
Kanada har en lång gemensam historia med Storbritannien och, efter att ha utkämpat två världskrig sida vid sida, fortsätter samarbetet mellan de två länderna genom organisationer som Samväldet, G8 och Nato. Länderna har fortfarande ett gemensamt statsöverhuvud och delar den äldsta parlamentariska traditionen i modern historia. Storbritannien är Kanadas tredje största handelspartner och den näst största inkomstkällan inom turistnäringen.

#### USA
Kanada har av såväl geografiska som historiska skäl ett nära förhållande till USA och länderna är sedan länge varandras största handelspartner. Länderna delar världens längsta oförsvarade gräns och samarbetar i militära övningar. 
Under 1900-talet har Kanada förespråkat multilateralism och försökt finna en medlande position i konflikter mellan både stora och små nationer. Under Suezkrisen dämpade Lester B. Pearson exempelvis spänningen genom att lansera idén om FN:s fredsbevarande styrkor, vilket han 1957 mottog Nobels fredspris för. Kanada bidrar idag med större fredsbevarande styrkor än resten av världen tillsammans och man är involverad i mer än 40 olika uppdrag och har på något vis deltagit i alla FN:s insatser.

#### Organisationer
Kanada är medlem i FN, Samväldet, La Francophonie, OAS, Nato, OECD, Nafta, Världshandelsorganisationen och Apec.

### Försvar
Kanada militär bestod år 2011 av cirka 115 000 man, varav omkring 68 000 reguljära trupper och 26 000 reserver (Primary reserve). Kanadas väpnade styrkor (Canadian Armed Forces/Forces armées canadiennes) består av tre försvarsgrenar: armén (Canadian Army/Armée canadienne), flottan (Royal Canadian Navy/Marine royale canadienne) samt flygvapnet (Royal Canadian Air Force/Aviation royale canadienne). Efter att ha förenats på 1960-talet förlorade de olika försvarsgrenarna sina tidigare titlar men dessa återtogs år 2011. Tillsammans förfogar man över ca 2 500 pansarfordon, 33 stridsfartyg och 140 stridsflygplan.
Budgetåret 2004–2005 omfattade militärbudgeten 14 miljarder dollar men regeringen avsatte samtidigt ytterligare 12 miljarder under en femårsperiod och budgetåret 2008-2009 låg försvarsbudgeten på 18,9 miljarder dollar. I ökningen ligger både ny utrustning, till exempel lastbilar, stridsvagnar, transportflyg, helikoptrar och fartyg, men också en ökning av numerären och målet är 13 000 fler soldater i reguljära förband och 10 000 fler soldater i reservförband.
Kanada har deltagit i flera av de större krigen under 1900-talet, bland annat första, andra världskriget, Koreakriget, Gulfkriget samt kriget i Afghanistan. Kanada har också under seklets andra hälft aktivt bidragit med trupp till 42 av FN:s fredsbevarande insatser och man deltar nu i insatser på Haiti och i Kosovo. Sedan 1959 har Kanada och USA upprätthållit ett bilateralt luftförsvarskommando, North American Aerospace Defense Command (NORAD). Vid alla större katastrofer under de senaste åren har Kanada bidragit med trupper, bland annat genom Disaster Assistance Response Team (DART).

## Ekonomi och infrastruktur

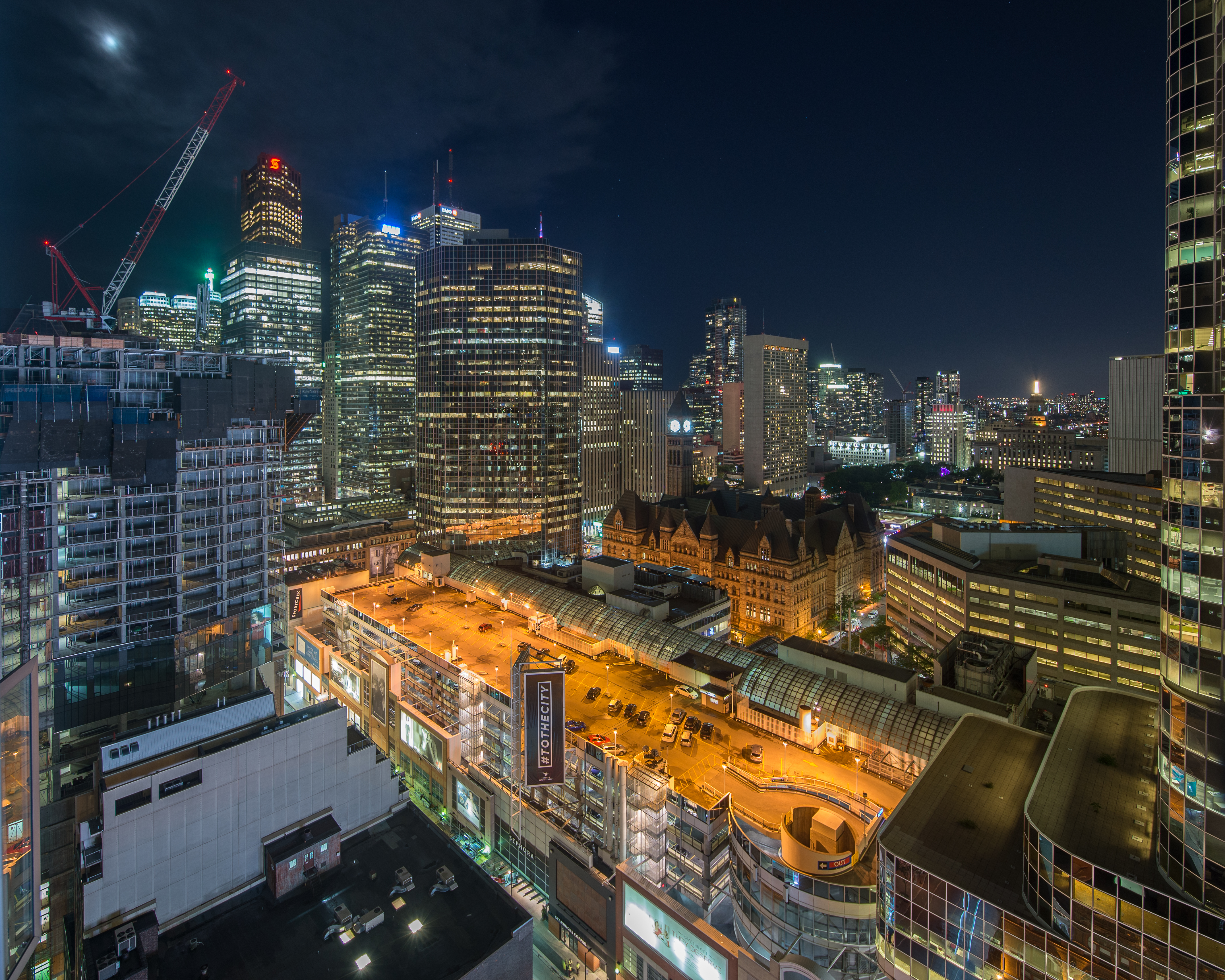
Torontos affärsdistrikt.

Kanada är idag ett högteknologiskt samhälle som liknar USA:s marknadsorienterade ekonomi med samma produktionsmodell och höga levnadsstandard. Under det förra seklet utvecklades Kanada snabbt sin tillverkningsindustri, gruvdrift och servicesektor och har förvandlats från en i princip agrar ekonomi till en i första hand industrialiserad ekonomi.
Kanada har länge främst producerat råvaror och levt på jorden, skogen och malmen, men nu betyder industrin alltmer. Landet är en av världens främsta exportörer av vete (från präriestaterna) och har betydande boskapsskötsel som köttdjur på prärien, mjölkdjur i de folkrika sydöstra delarna. Som fiskenation är landet framstående, bland annat fångas torsk och sill i Nordatlanten och lax vid Stillahavskusten. Kanada är också en ledande producent av tidningspapper och pappersmassa. Det finns väldiga, ännu oexploaterade mineraltillgångar och gruvindustrin är i stark tillväxt (järnmalm, nickel, zink, silver, koppar, molybden m.m.).
Sedan 1940-talet utvinns olja och naturgas mitt i jordbruksbygden på prärien; Calgary i Alberta är oljeindustrins högborg. Industrin i östra och västra Kanada förädlar jordens och skogens produkter. Storstadsområdena i sydöst har mångsidig produktion, bland annat verkstadsindustri (bilar, flygplan). Ett väl utbyggt nät av motorvägar och järnvägar förenar de urbaniserade delarna i södra och mellersta Kanada. Landets första transkontinentala järnväg över Klippiga bergen till Vancouver blev klar 1885. Flyget är ett viktigt transportmedel.
Längs med östkusten finns stora gasfyndigheter, som, tillsammans med en rad andra naturresurser västerut, gör Kanada självförsörjande på energi. Genom frihandelsavtalet med USA 1989 (FTA) och det nordamerikanska handelsavtalet 1994 (NAFTA) växte den kanadensiska handeln och ekonomin dramatiskt. Sedan 2001 har Kanada framgångsrikt lyckats undvika den ekonomiska snålblåst som drabbat stora delar av övriga världen och Kanada kan idag uppvisa den starkaste ekonomin inom G8-gruppen.
På långsikt står Kanada inför två större problem: Den konstitutionella kris som separatister i Québec orsakar och som, åtminstone nominellt, hotar landets stabilitet. Flera tecken tyder dock på att den växande ekonomin och välfärden gör att självständighetssträvandena i Québec avtar. Ett annat allvarligt problem har varit det utflöde av högutbildade kanadensare (”brain drain”) som lockats till USA av högre löner, lägre skatter och tillgången till högteknologisk forskning. Somliga tecken tyder dock på att den våg av utflyttning avtar på grund av kostsamma sjukförsäkringar i USA och ett mer effektivt sjukvårdssystem i Kanada. Ett flöde av högutbildade i motsatt riktning – från utvecklingsländer till Kanada – har den senaste tiden lett till en offentlig debatt.

### Infrastruktur

#### Transporter
Kanada är ett stort land med de urbana delarna i syd. Vägnätet är överlag väl utbyggt och asfalterat. Järnvägsnätet ägs i huvudsak av Canadian National Railway/Compagnie des chemins de fer nationaux du Canada (CN) och Canadian Pacific Railway/Chemin de fer Canadien Pacifique (CP eller CPR) och trafikeras främst av dessa samt av det statsägda passagerartågbolaget Via Rail.
Längs med hela södra Kanada löper Trans-Canada Highway/Route Transcanadienne (TCH, ”Trans-Canada”, ”T-Can” eller ”The One”) som är en huvudväg som förbinder öst- och västkusten och är en viktig länk för transporter.
Air Canada är Kanadas största flygbolag och var före 1989 statligt ägt.

#### Utbildning
Kanada har 13 utbildningssystem, 10 för alla provinser och 3 för territorierna. Detta betyder att det inte finns en nationell standard, och utbildningssystemen har oftast olika åldersstandarder för när man till exempel ska gå från grundskola till gymnasium (high school), eller hur bra ens betyg ska vara för att kunna få högre utbildning.
Kanada har 99 högskolor och universitet utspridda över hela landet. I en större stad kan det gå upp till 30 000 studenter på samma universitet, medan det på en liten ort kan gå bara omkring 300.

## Befolkning

### Demografi
Demonymen för personer från Kanada är kanadensare, men ”kanadick” (plural: kanadicker) används i Svenskfinland; i Sverige används den senare benämningen i skämtsamma sammanhang.

#### Större städer
| De största städerna[när?] |
| ------------------------- |
| Toronto                   |
| Montréal                  |
| Vancouver                 |
| Calgary                   |
| Ottawa                    |

#### Urbanisering

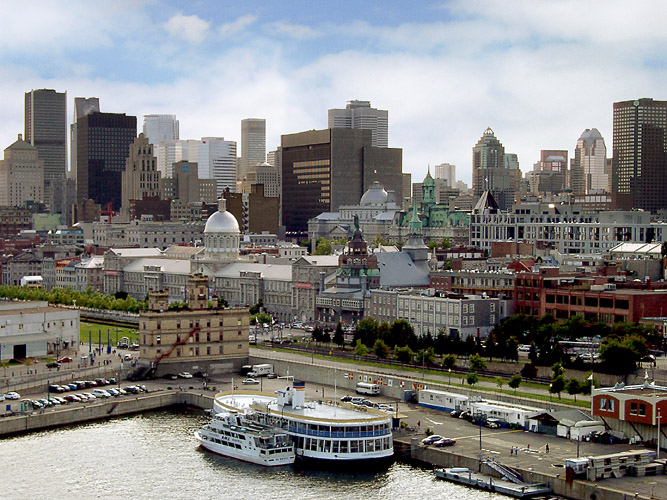
Montréal

Enligt folkräkningen som gjordes 2001 hade Kanada 30 007 094 invånare och i oktober 2005 uppskattades antalet invånare till 32,3 miljoner – en tillväxt som beror på både naturlig tillväxt och invandring. En tredjedel av landets befolkning bor mindre än 150 kilometer från gränsen mot USA och över 80 procent bor i städer.

#### Minoriteter
I folkräkningen 2001 uppgav 39,42 procent sin etniska tillhörighet som ”kanadensare”, varav de flesta tros vara ättlingar till brittiska, irländska och franska invandrare. 20,17 procent uppgav sig vara engelsk-kanadensiska, 16,75 procent fransk-kanadensiska, 14,03 procent skotsk-kanadensiska och 2,90 procent irländsk-kanadensiska. Omkring en miljon ansåg sig höra till någon annan etnisk grupp: 9,25 procent tysk-kanadensiska, 4,29 procent italiensk-kanadensiska, 3,69 procent kinesisk-kanadensiska, 3,61 procent ukrainsk-kanadensiska och 3,38 procent sade sig vara ”First Nations/Premières Nations” (tidigare kallade indianer).
13,4 procent, nästan fyra miljoner människor, sade sig tillhöra en icke-europeisk minoritet, ursprungsbefolkningen oräknad (synlig minoritet). Enligt folkräkningen 2001 bodde i Kanada 5 448 480 invandrare. Ungefär 335 000 kanadensare har svenska rötter.
Eskimåerna finns främst i nordligaste Kanada. I söder har regeringen avsatt vissa områden som urfolksreservat.

##### Ursprungsbefolkning
I Kanada finns tre erkända ursprungsbefolkningar: First Nations/Premières Nations (tidigare kallade indianer),  inuiter och métiser. Ursprungsbefolkningen i Kanada växer nästan dubbelt så fort som befolkningen i övrigt. Av 790 000 (3 procent av landets befolkning) är 69 procent First Nations, 26 procent métiser och 5 procent inuiter.
Dessa grupper talar fler än 50 olika språk, varav de flesta endast talas i Kanada och är på väg att dö ut. De enda ursprungsspråken som uppvisar en stabil utveckling är ojibwe och cree med tillsammans omkring 150 000 talare och inuktitut med omkring 29 000 talare i Northwest Territories, Nunavut, Nunavik och Nunatsiavut. I några territorier har något av dessa eller andra språk någon form av officiellt erkännande, vilket till exempel kan betyda att samhällsinrättningar måste kunna erbjuda betjäning på dessa.

### Språk
Kanadas två officiella språk är engelska och franska. Genom Official Languages Act/Loi sur les langues officielles i juli 1969 likställdes franskan med engelskan i de statliga myndigheterna, vilket blev inledningen på en process som gjorde att Kanada omdefinierade sig som tvåspråkigt och mångkulturellt. Idag har franskan samma status som engelskan i parlamentet, i federala domstolar och alla andra federala institutioner; alla medborgare som ställs inför rätta har rätt att få sitt fall prövat på antingen engelska eller franska. Alla officiella språkminoriteter har i de flesta provinser och territorier rätt till skolgång på sitt eget språk, i sina egna skolor, om underlaget räcker till. Även om mångkulturalismen är Kanadas officiella hållning, måste man kunna tala antingen franska eller engelska för att få bli kanadensisk medborgare. 98 procent av befolkningen talar något av de två officiella språken eller båda, men den officiella tvåspråkigheten till trots, talar den stora majoriteten av Kanadas befolkning bara engelska.
Omkring 18 procent av kanadensarna – drygt 6,1 miljoner människor, varav de flesta är första generationens invandrare – har ett annat språk än engelska eller franska som sitt modersmål. Ungefär 3,5 miljoner kanadensare har dessutom ett icke-officiellt språk i hemmet eller i sociala sammanhang.
I Québec är franska det enda officiella språket sedan 1974, ytterligare förstärkt av Charte de la langue française som Parti Québécois-regeringen införde 1977. Stadgan garanterar dock den engelskspråkiga befolkningen och ursprungsbefolkningen vissa rättigheter och de flesta samhällstjänster finns tillgängliga på båda språken. Även om det är i Québec som majoriteten av den franskspråkiga befolkningen bor, finns minoriteter i New Brunswick, östra och norra Ontario, Nova Scotia samt södra Manitoba. I folkräkningen 2001 uppgav 6 864 615 franska som förstaspråk varav 85 procent bodde i Québec. 17 694 835 uppgav engelska som förstaspråk. Den enda provins där båda språken är officiella på provinsnivå är New Brunswick, men många provinser tillhandahåller samhällstjänster på båda språken. 5 470 820 personer uppgav ett icke-officiellt språk som förstaspråk bland vilka de största var kinesiska (835 745), italienska (469 485), tyska (738 080) och punjabi (271 220).

### Religion
Anmärkningsvärt är att antalet människor som ser sig som kristna faller snabbt, från 67,3 % 2011 till 53,3 % 2021.

## Kultur
Under Lester B. Pearsons regering gjordes en utredning av språkliga och kulturella strukturer och hierarkier i Kanada, Royal Commission on Bilingualism and Biculturalism, 1963–1969 och hans efterträdare Pierre Trudeau antog mångkulturalism som regeringens officiella politik 1971. 

### Massmedier
Oron för att den amerikanska kulturen helt ska ta över har gjort att man har lagar och statliga institutioner som ska värna om den kanadensiska kulturen, bland annat Canadian Broadcasting Corporation/La Société Radio-Canada (CBC, SRC) och Canadian Radio-Television and Telecommunications Commission/Conseil de la radiodiffusion et des télécommunications canadiennes (CRTC). Icke desto mindre är det fortfarande mycket i kontrast mot den amerikanska kulturen som den kanadensiska försöker hitta sin egen identitet.[källa behövs]
Kanadas medielandskap präglas av hög ägarkoncentration, tvåspråkighet och utbredd användning av internet och mobilt bredband. Grundlagen garanterar yttrande- och tryckfrihet. Ett fåtal mediekoncerner dominerar marknaden för produktion och distribution av TV, radio och internet. Rogers Communications och Shaw Communications, två familjeägda företag från 1960-talet, är bland världens 30 största medieföretag. The Canadian Press, grundad 1917, är landets största nyhetsbyrå och ägs av tre stora tidningskoncerner.

#### Press och förlag
Nästan 80 procent av kanadensarna läser dagstidningar, även om digitala plattformar tar över. Tidningarna är oftast lokala eller regionala, med undantag för de rikstäckande The Globe and Mail och National Post. Den största dagstidningen är den liberala Toronto Star, följd av den franskspråkiga Le Journal de Montréal, som ofta har ett Québec-nationalistiskt perspektiv.
Gratisdagstidningar har vuxit sedan 2000, och Metro Toronto samt 24 hours/24 heures är bland de mest kända. Kanada har även en stor variation av magasin, där Chatelaine och nyhetsmagasinet Maclean's är ledande, båda utgivna av Rogers Communications.

#### Radio och television
Kanadas första radiosändningar startade 1922, och public service-företaget CBC grundades 1936 för att hantera radiofrekvenser och sändningar. CBC:s franskspråkiga verksamhet drivs av dotterbolaget Radio-Canada. TV-sändningar började 1952, men redan på 1940-talet kunde invånare nära USA:s gräns se amerikansk TV. För att skydda den inhemska kulturen kräver staten att en del av innehållet i radio och TV ska vara kanadensiskt, en andel som varierar mellan 30–60 procent beroende på typ av sändning.
Kanada har omkring 400 radiostationer, jämnt fördelade mellan engelska och franska. Public service-företaget CBC har mindre än 13 procent av radiopubliken, och de flesta radiokanaler ingår i stora mediekoncerner. Kabel-TV infördes 1952 och har sedan dess kompletterats med satellit- och IPTV-distribution. CBC och Radio-Canada har ett 30-tal TV-kanaler som nästan uteslutande visar kanadensiska produktioner.

### Konstarter
Genom sitt koloniala förflutna har den kanadensiska kulturen varit starkt påverkad av både brittisk och fransk kultur och tradition. Närheten till USA och utbytet av människor, idéer och kapital över gränsen, har idag gjort dess kulturella inflytande desto mer påtagligt. Men sedan hundraårsjubileet 1967 har en starkare och unikt kanadensisk kultur vuxit fram, delvis beroende på federala kulturprogram.
Den kanadensiska ursprungsbefolkningen, ett stort antal så kallade First Nations/premières nations som uppvisar ett brett spektrum av vitt skilda kulturella yttringar, har överfört sina traditioner muntligen från generation till generation. De olika ursprungskulturerna har egna stilar inom korgflätning, bildkonst och skulptur och idag har dessa konstnärliga traditioner vunnit det erkännande de saknat under lång tid. Till exempel är Vancouvers emblem till Olympiska vinterspelen 2010 en inukshuk – en mänsklig gestalt i form av en stenstapel, hämtad från den inuitiska kulturen. 
Redan i koloniseringens inledningsskede i början av 1500-talet började bosättare, forskningsresande, affärsmän och fiskare från England, Irland och Frankrike utveckla en distinkt kanadensisk kultur genom sina myter och berättelser om det land som omgav dem. Berättelserna om Paul Bunyan kommer från den fransk-kanadensiska folkloren och Newfoundlands jig har sitt ursprung på Irland.
Många filmer, författare, tv-program och musiker från USA och Kanada åtnjuter liknande framgångar i båda länderna och idag dominerar den gemensamma nordamerikanska marknaden över de två nationella. Gränsen mellan de två länderna luckras alltmer upp genom samarbetet inom handel, ekonomi, juridik, säkerhet och militära frågor. Allt eftersom nationerna börjat växa samman har man i Kanada utvecklat en alltmer komplex relation till grannen i söder. Pierre Trudeau sa en gång inför en amerikansk publik: ”Att leva intill er är lite som att sova med en elefant. Oavsett hur vänligt och lugnt djuret är, om jag får kalla det så, påverkas man av varje ryckning och grymtning.”[källa behövs]

#### Musik och dans
Kanadas musikliv har formats av olika influenser från europeiska invandrare, med kyrkomusik dominerande fram till 1800-talet. Först på 1900-talet började en mer nationell musikidentitet växa fram. Symfoniorkestrarna i Montreal och Toronto, samt The National Arts Centre Orchestra, är exempel på orkestrar med internationellt anseende. Kompositörer som Harry Somers och Claude Vivier samt pianisten Glenn Gould är framstående inom den klassiska musiken. Kanadas ursprungsbefolkning har bidragit med genuint inhemsk musik, där inuitisk strupsång (katajjaq) och traditionella danser sticker ut. Under 1980-talet började dessa musiktraditioner införlivas med världsmusik och etniskt inspirerad rock.
Kanadas populärmusik har utvecklats parallellt med den amerikanska. Tidiga framgångar gjordes av artister som Guy Lombardo, jazzpianisten Oscar Peterson och Paul Anka. Under 1960–70-talen blev Leonard Cohen, Neil Young och Joni Mitchell internationellt kända, medan Québecs vispoeter, som Félix Leclerc och Gilles Vigneault, spelade en viktig roll i provinsens självständighetsrörelse.
Folkmusiken i Québec och östra Kanada, präglad av brittiska och keltiska traditioner, moderniserades av artister som Loreena McKennitt och Ashley MacIsaac. Samtidigt har inuitiska och ursprungsbefolkningars musik, representerade av Buffy Sainte-Marie och Susan Aglukark, fått allt större genomslag. Sedan 1970-talet har Kanada blivit en musikexportör med namn som Bryan Adams, Céline Dion, Shania Twain, Alanis Morissette och Justin Bieber. Landet är även starkt inom genrer som metal och hiphop, med artister som Rush och Drake.
Kanada är värd för en av världens största jazzfestivaler, Montreal International Jazz Festival. Diana Krall och Michael Bublé är två av landets framstående jazzartister. Inom dans har Kanada etablerat sig internationellt med grupper som Royal Winnipeg Ballet och National Ballet of Canada, båda influerade av brittisk baletttradition.

### Traditioner

#### Kultursymboler
Lönnlövet som finns på Kanadas nuvarande flagga, på dess mynt och dess statsvapen, har länge varit en nationell symbol. Den fastställdes officiellt först 1965. Rött och vitt är Kanadas officiella färger som beslutades av kung Georg V 1921, den röda färgen sägs även representera Kanadas uppoffringar under andra världskriget.
Kanadas natur är också en viktig del av landets identitet och förutom skogarna och bergen själva, har många av dess djur en speciell plats i kanadensarnas hjärtan: älgen, renen, bävern, isbjörnen, grizzlybjörnen, lommen och, förstås, kanadagåsen. Bävern, med dess viktiga roll under den första tidens pälshandel, intar en särställning.
Fartyget Bluenose återfinns på de kanadensiska tiocentsmynten sedan 1937 och har en särskild betydelse för invånarna i Nova Scotia. Den beridna kanadensiska polisen är berömd långt utanför landets gränser. Lönnsirap hör till de första viktiga nationella näringarna och alla relaterade produkter uppfattas gärna som nationella.
Under de senaste åren har ett antal företag börjat använda sig av den kanadensiska nationalismen i sin marknadsföring, till exempel ölen Molson Canadian och kläder från Roots.

### Sport

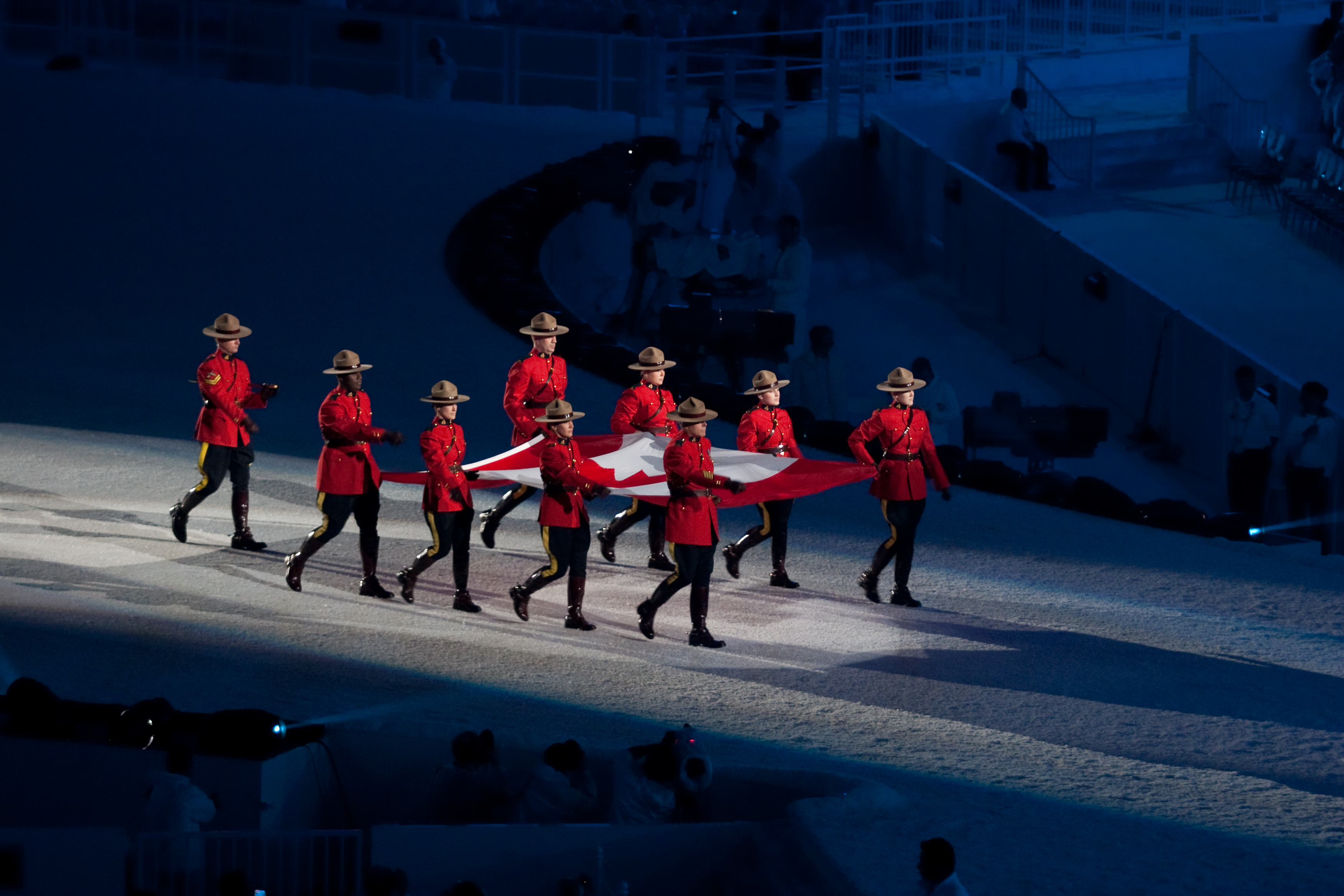
Kanadas ridande polis i traditionell röd uniform bär in Kanadas flagga under öppningsceremonin för Olympiska vinterspelen 2010 i Vancouver.

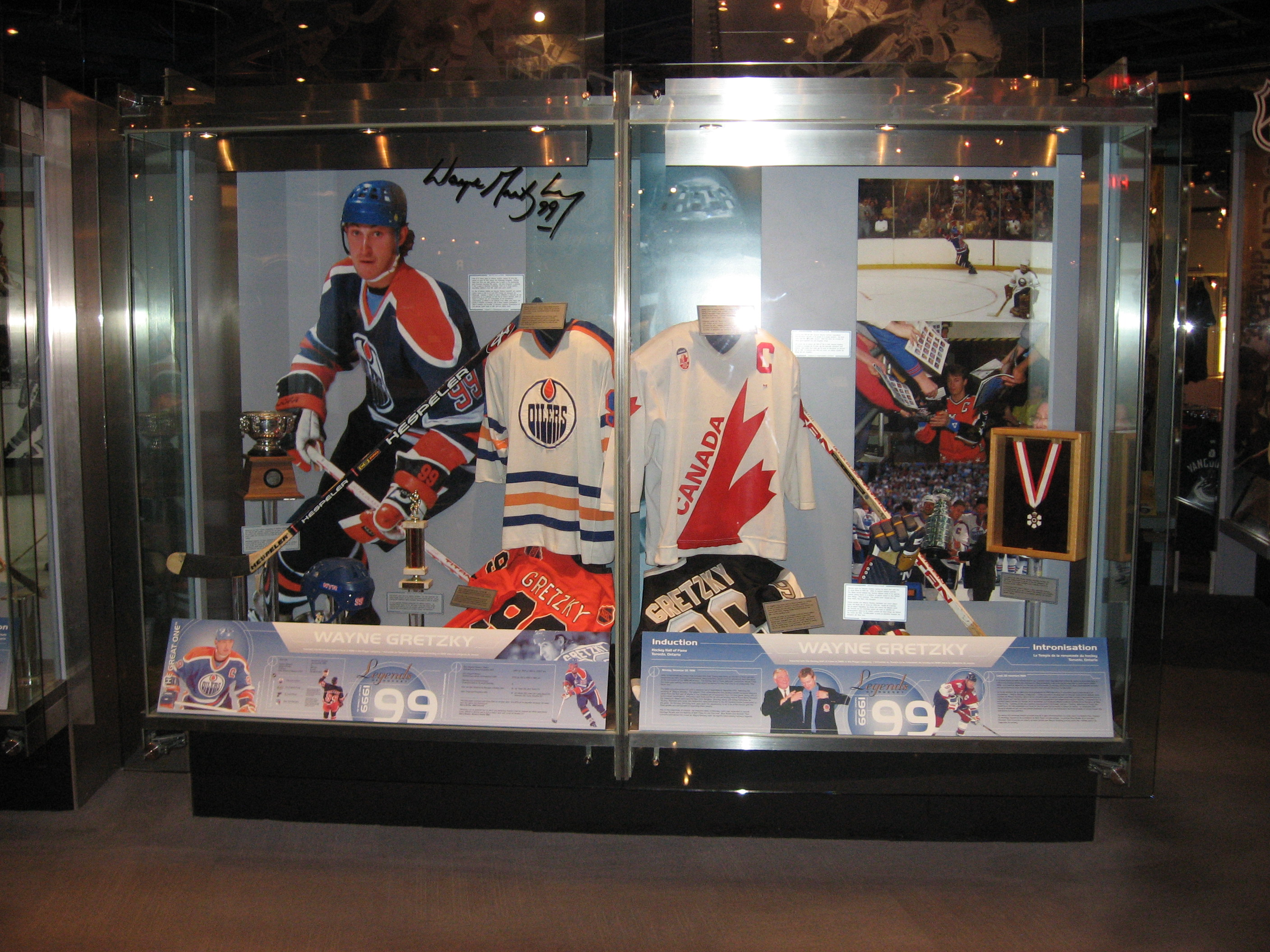
Utställningmonter i Hockey Hall of Fame för Wayne Gretzky, kanadensaren som anses vara en av den bästa ishockeyspelarna någonsin.

Ishockey är den officiella vintersporten och en ständig källa till nationell enighet och stolthet. Den officiella sommarsporten är lacrosse. Kanadensisk fotboll, som spelas i Canadian Football League/Ligue canadienne de football är också en viktig nationalsport.[källa behövs]

## Internationella rankningar
| Organisation                                | Undersökning                   | Placering |
| ------------------------------------------- | ------------------------------ | --------- |
| Heritage Foundation/The Wall Street Journal | Index of Economic Freedom 2019 | 8 av 180  |
| Reportrar utan gränser                      | Pressfrihetsindex 2019         | 18 av 180 |
| Transparency International                  | Korruptionsindex 2018          | 9 av 180  |
| FN:s utvecklingsprogram                     | Human Development Index 2018   | 13 av 189 |